# Paragryllus arima
Paragryllus arima är en insektsart som beskrevs av Otte, D. och Perez-gelabert 2009. Paragryllus arima ingår i släktet Paragryllus och familjen syrsor. Inga underarter finns listade i Catalogue of Life.